# Parti roldosiste équatorien
Le Parti roldosiste équatorien (Partido roldosista ecuatoriano) était un parti populiste de centre droit en Équateur, membre de la COPPPAL. 
Le parti a été nommé d'après l'ancien président Jaime Roldós. Il a été fondé après la mort de Roldós par son beau-frère Abdalá Bucaram comme un spin-off de la Concentration des forces populaires (Concentración de Fuerzas Populares). Bucaram a été élu président en 1996 mais a été destitué l'année suivante.
Le Parti roldosiste soutient la candidature du milliardaire Álvaro Noboa à l’élection présidentielle de 1998 ; celui-ci échoue toutefois face à Jamil Mahuad, un autre candidat de droite.
À la dernière élection législative, le 20 octobre 2002, le parti a obtenu 15 sièges sur 100. Son candidat, Jacobo Bucaram Ortiz obtint 11,9 % des votes à l'élection présidentielle le même jour.
En 2014, le statut légal du parti a été dissout par le Conseil national électoral. Un parti successeur, Fuerza Ecuador, a été créé à sa place.